# Hexastylis arifolia
Hexastylis arifolia är en piprankeväxtart som först beskrevs av André Michaux, och fick sitt nu gällande namn av John Kunkel Small. Hexastylis arifolia ingår i släktet Hexastylis och familjen piprankeväxter.

## Underarter
Arten delas in i följande underarter:
- H. a. callifolia
- H. a. ruthii